# Pedra Pintada

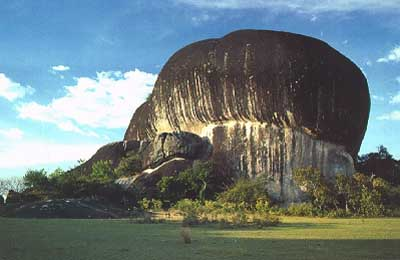
Pedra Pintada.

La Pedra Pintada es una roca enorme, de una longitud de unos 85 metros, una altura de 35 m y otros 30 m de ancho, donde se han encontrado pinturas rupestres y otras evidencias arqueológicas, situada en la sabana de Boa Vista, en el municipio de Pacaraima, estado de Roraima, en el norte de Brasil. Está dentro del territorio indígena San Marcos, en el cual habitan los pueblos Taurepan, Makuxi y Wapishana.

## Descripción
En la pared principal de la roca (larga 100 m, alta 30 m, y ancha 30 m) hay grabados y varias pinturas rupestres que fueron estudiadas por el investigador francés Marcel Homet en el 1950. La mayoría de estas pinturas son signos de origen amazónico. En la parte posterior hay una caverna y algunos abrigos de roca. Marcel Homet encontró varios cráneos y huesos humanos pintados de rojo y por eso pensó que la caverna fue utilizada en el pasado como lugar sagrado donde guardar tumbas.

## Arqueología
En el levantamiento arqueológico realizado entre 1985 y 1987 se estimó que la ocupación del sitio data de hace 4.000 años y  clasificaron las pinturas en dos estilos, Parime (abstracto) y Surumu (naturalista), en tanto que los grabados rupestres se consideraron similares a los del ya caracterizado estilo Aishalton de las Antillas y el norte de América del Sur.